# Imantocera sumbawana
Imantocera sumbawana är en skalbaggsart som beskrevs av Stefan von Breuning 1947. Imantocera sumbawana ingår i släktet Imantocera och familjen långhorningar. Inga underarter finns listade i Catalogue of Life.